# Menomblet
Menomblet est une commune française située dans le département de la Vendée, en région Pays de la Loire.
Ses habitants sont appelés les Menomblais.

## Géographie
Menomblet est situé à l'est du département de la Vendée dans le « Haut-Bocage » vendéen, entre Montournais et Saint-Pierre-du-Chemin, proche de « la Gâtine » aux limites des Deux-Sèvres.
L'altitude allant de 127 mètres à 215 mètres sur le massif granitique de la commune, l'altitude moyenne est de 179 mètres.
Le territoire municipal de Menomblet s'étend sur 2 119 hectares.
Les communes limitrophes sont Saint-André-sur-Sèvre, La Forêt-sur-Sèvre, Montravers, Cerizay dans les Deux-Sèvres, et en Vendée, Montournais, Saint-Mesmin, Réaumur et Saint-Pierre-du-Chemin.
| Montournais |                        | Saint-André-sur-Sèvre Deux-Sèvres |
|             | Menomblet              | La Forêt-sur-Sèvre Deux-Sèvres    |
| Réaumur     | Saint-Pierre-du-Chemin |                                   |

### Climat
Pour des articles plus généraux, voir Climat des Pays de la Loire et Climat de la Vendée.
En 2010, le climat de la commune est de type climat océanique altéré, selon une étude du CNRS s'appuyant sur une série de données couvrant la période 1971-2000. En 2020, Météo-France publie une typologie des climats de la France métropolitaine dans laquelle la commune est exposée à un climat océanique et est dans la région climatique  Poitou-Charentes, caractérisée par un bon ensoleillement, particulièrement en été et des vents modérés. 
Pour la période 1971-2000, la température annuelle moyenne est de 11,2 °C, avec une amplitude thermique annuelle de 14,5 °C. Le cumul annuel moyen de précipitations est de 905 mm, avec 12,6 jours de précipitations en janvier et 6,8 jours en juillet. Pour la période 1991-2020, la température moyenne annuelle observée sur la station météorologique de Météo-France la plus proche, « St-Fulgent_sapc », sur la commune de Saint-Fulgent à 38 km à vol d'oiseau, est de 12,6 °C et le cumul annuel moyen de précipitations est de 815,9 mm,. Pour l'avenir, les paramètres climatiques de la commune estimés pour 2050 selon différents scénarios d'émission de gaz à effet de serre sont consultables sur un site dédié publié par Météo-France en novembre 2022.

## Urbanisme

### Typologie
Au 1er janvier 2024, Menomblet est catégorisée commune rurale à habitat dispersé, selon la nouvelle grille communale de densité à sept niveaux définie par l'Insee en 2022.
Elle est située hors unité urbaine. Par ailleurs la commune fait partie de l'aire d'attraction de Pouzauges, dont elle est une commune de la couronne,. Cette aire, qui regroupe 7 communes, est catégorisée dans les aires de moins de 50 000 habitants,.

### Occupation des sols
L'occupation des sols de la commune, telle qu'elle ressort de la base de données européenne d’occupation biophysique des sols Corine Land Cover (CLC), est marquée par l'importance des territoires agricoles (98,2 % en 2018), une proportion sensiblement équivalente à celle de 1990 (98,4 %). La répartition détaillée en 2018 est la suivante : 
terres arables (49,9 %), zones agricoles hétérogènes (33,3 %), prairies (15 %), zones urbanisées (1,8 %). L'évolution de l’occupation des sols de la commune et de ses infrastructures peut être observée sur les différentes représentations cartographiques du territoire : la carte de Cassini (XVIIIe siècle), la carte d'état-major (1820-1866) et les cartes ou photos aériennes de l'IGN pour la période actuelle (1950 à aujourd'hui).

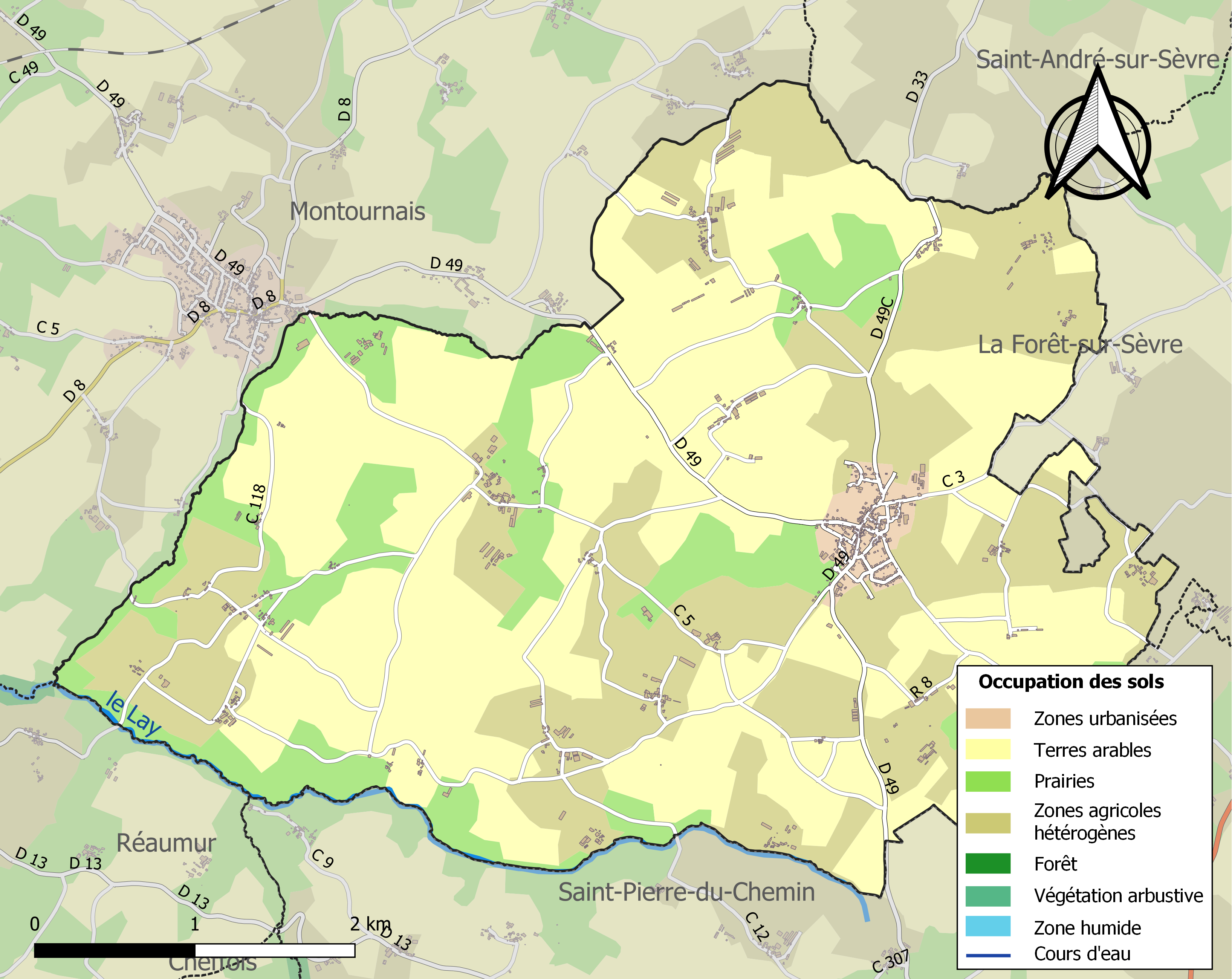
Carte des infrastructures et de l'occupation des sols de la commune en 2018 (CLC).

## Histoire
Il est fait mention du nom  « Menomblet » pour la première fois en 1188 dans le texte d’une charte de l'abbaye de l'Absie ; Menomblet possédait une chapelle annexe du prieuré de Vouvant et de l'Absie avec quelques moines depuis un siècle au moins. L'un d'eux se nommant « Guillaume de Menomblet », et les noms de familles n'existant pas à l'époque, il faut traduire par Guillaume, habitant de Menomblet, ville qui existait donc sûrement en l’an mille.
En latin, au Moyen Âge, Menomblet signifie Mont Noblet ; ces noms ont la même signification : « Colline » ou « Mont un peu élevé » ou « Mont noble ».

## Politique et administration

### Liste des maires
| Période                                  | Période      | Identité                                   | Étiquette | Qualité |
| ---------------------------------------- | ------------ | ------------------------------------------ | --------- | --- |
| Les données manquantes sont à compléter. |              |                                            |           | |
| vers 1789                                |              | Augustin Dehargues                         |           | |
| Les données manquantes sont à compléter. |              |                                            |           | |
| 1881                                     | 1917         | François-Auguste Queneau                   |           | |
| 1917                                     | 1919         | Firmin Gourmaud                            |           | |
| 1919                                     | 1932         | Alexandre-Auguste Queneau                  |           | |
| 1932                                     | 1933         | Comte Albert Hélion de Villeneuve-Esclapon |           | Ingénieur civil des Mines, directeur commercial |
| 1933                                     | février 1974 | Comte Albert de Villeneuve-Esclapon        | DVD       | Co-directeur du groupe des assurances Paternelle Châtelain de La Fauconnière Conseiller général du Canton de la Châtaigneraie (1952-1961) Démissionanire |
| février 1974                             | mars 1989    | Jean Berton                                |           | |
| mars 1989                                | mars 2008    | Joseph Robineau                            |           | |
| mars 2008                                | mai 2020     | Olivier Bazireau                           |           | Agriculteur propriétaire exploitant |
| mai 2020                                 | En cours     | Jean-Pierre Marquis                        |           | Employé |

## Population et société

### Démographie

#### Évolution démographique
L'évolution du nombre d'habitants est connue à travers les recensements de la population effectués dans la commune depuis 1793. Pour les communes de moins de 10 000 habitants, une enquête de recensement portant sur toute la population est réalisée tous les cinq ans, les populations de référence des années intermédiaires étant quant à elles estimées par interpolation ou extrapolation. Pour la commune, le premier recensement exhaustif entrant dans le cadre du nouveau dispositif a été réalisé en 2006.

En 2022, la commune comptait 681 habitants, en évolution de +2,87 % par rapport à 2016 (Vendée : +5,33 %, France hors Mayotte : +2,11 %).
| 1793  | 1800 | 1806 | 1821 | 1831 | 1836 | 1841 | 1846 | 1851  |
| ----- | ---- | ---- | ---- | ---- | ---- | ---- | ---- | ----- |
| 1 000 | 800  | 905  | 957  | 993  | 999  | 948  | 966  | 1 000 |

| 1856 | 1861  | 1866  | 1872  | 1876  | 1881  | 1886  | 1891  | 1896  |
| ---- | ----- | ----- | ----- | ----- | ----- | ----- | ----- | ----- |
| 977  | 1 011 | 1 043 | 1 068 | 1 093 | 1 147 | 1 196 | 1 190 | 1 203 |

| 1901  | 1906  | 1911  | 1921  | 1926  | 1931  | 1936  | 1946 | 1954 |
| ----- | ----- | ----- | ----- | ----- | ----- | ----- | ---- | ---- |
| 1 222 | 1 220 | 1 235 | 1 107 | 1 018 | 1 025 | 1 019 | 908  | 851  |

| 1962 | 1968 | 1975 | 1982 | 1990 | 1999 | 2006 | 2011 | 2016 |
| ---- | ---- | ---- | ---- | ---- | ---- | ---- | ---- | ---- |
| 847  | 810  | 767  | 719  | 684  | 652  | 650  | 624  | 662  |

| 2021 | 2022 | - | - | - | - | - | - | - |
| ---- | ---- | - | - | - | - | - | - | - |
| 679  | 681  | - | - | - | - | - | - | - |

#### Pyramide des âges
En 2018, le taux de personnes d'un âge inférieur à 30 ans s'élève à 34,6 %, soit au-dessus de la moyenne départementale (31,6 %). À l'inverse, le taux de personnes d'âge supérieur à 60 ans est de 24,5 % la même année, alors qu'il est de 31,0 % au niveau départemental.
En 2018, la commune comptait 338 hommes pour 327 femmes, soit un taux de 50,83 % d'hommes, légèrement supérieur au taux départemental (48,84 %).
Les pyramides des âges de la commune et du département s'établissent comme suit.
| Hommes | Classe d’âge | Femmes |
| ------ | ------------ | ------ |
| 0,6    | 90 ou +      | 0,6    |
| 7,3    | 75-89 ans    | 7,5    |
| 15,8   | 60-74 ans    | 17,3   |
| 22,4   | 45-59 ans    | 19,9   |
| 19,7   | 30-44 ans    | 19,5   |
| 11,9   | 15-29 ans    | 12,4   |
| 22,3   | 0-14 ans     | 22,8   |

| Hommes | Classe d’âge | Femmes |
| ------ | ------------ | ------ |
| 0,8    | 90 ou +      | 2,2    |
| 8,7    | 75-89 ans    | 11,1   |
| 20,3   | 60-74 ans    | 21,3   |
| 20     | 45-59 ans    | 19,4   |
| 17,5   | 30-44 ans    | 16,8   |
| 15     | 15-29 ans    | 13,2   |
| 17,7   | 0-14 ans     | 16,1   |

## Lieux et monuments
- Église Notre-Dame-de-l'Assomption.
- Château de la Fauconnière (1904), de style néo-renaissance et propriété des Villeneuve-Esclapon.